# Walvis Bay

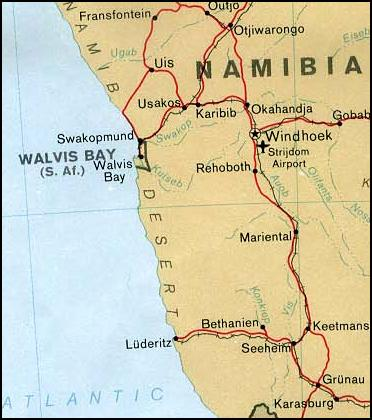
Walvis Bay

Walvis Bay (afr. Walvisbaai, niem. Walfischbucht) – miasto w zachodniej Namibii nad Zatoką Wielorybią (Ocean Atlantycki), główny port morski kraju. Według spisu z 2023 roku z populacją 102,7 tys. mieszkańców, jest trzecim co do wielkości miastem Namibii. 
Zatoka Wielorybia posiada dobre warunki naturalne sprzyjające założeniu przystani. Wody zatoki bogate w plankton przyciągały wieloryby. Wkrótce pojawili się też wielorybnicy. Przystań stanowiła też ważny punkt na szlaku morskim wokół Afryki. Wszystko to wyjaśnia skomplikowaną historię tego miejsca i spory wokół jego przynależności politycznej.
W mieście rozwinął się przemysł spożywczy, stoczniowy, maszynowy oraz chemiczny.

## Historia
Pierwszym Europejczykiem w Walvis Bay był portugalski żeglarz Bartolomeu Dias, który przypłynął tu 8 grudnia 1487 na pokładzie statku São Cristovão podczas wyprawy w poszukiwaniu nowej drogi do Indii. Odkrytej przez siebie zatoce nadał nazwę „O Golfo de Santa Maria da Conceição”. Jednakże Portugalczycy nie wysuwali żadnych roszczeń terytorialnych wobec tego obszaru. 
Dopiero w 1840 większe zainteresowanie tym obszarem wykazała Wielka Brytania, która ostatecznie opanowała Walvis Bay i okolice w 1878. W 1884 włączyła go do Kolonii Przylądkowej (Cape Colony). Zajmując Walvis Bay, Brytyjczycy kierowali się dwiema przesłankami: zabezpieczeniem przystani dla brytyjskich statków na szlaku dookoła Przylądka Dobrej Nadziei oraz zachowaniem wpływów w obszarze niemieckiej ekspansji kolonialnej. W 1910 obszar Walvis Bay wszedł w skład Związku Południowej Afryki. W 1911 doszło do sporu wokół granic enklawy Walvis Bay z terytorium Niemieckiej Afryki Południowo-Zachodniej. Ostatecznie po brytyjsko-niemieckich uzgodnieniach jej powierzchnia wynosiła wówczas 1124 km².
W 1915 południowoafrykańskie wojska wyparły Niemców i przyłączyły Walvis Bay do kontrolowanej przez nich Afryki Południowo-Zachodniej. Wkrótce południowoafrykańską kontrolę nad tym terytorium potwierdziła Liga Narodów. W 1921 uchylono stan wojenny i przywrócono rządy cywilne, a Walvis Bay stało się integralną częścią wspomnianego terytorium. W 1971, wraz z pojawiającymi się żądaniami niepodległości ze strony Afryki Południowo-Zachodniej, RPA podjęło decyzję o przekazaniu kontroli nad Walvis Bay władzom Prowincji Przylądkowej. W 1977 RPA, obawiając się utraty Walvis Bay po przejęciu władzy przez niepodległościowy ruch SWAPO, po raz kolejny potwierdziło swoje żądania zachowania kontroli nad tym terytorium. 
W 1978 Rada Bezpieczeństwa Narodów Zjednoczonych wydała rezolucję, na mocy której Walvis Bay wróciło pod administrację rządu w Windhuk, jednocześnie otwierając dwustronne negocjacje w sprawie przyszłego politycznego statusu Walvis Bay. Ostatecznie, gdy w 1990 Afryka Południowo-Zachodnia uzyskała niepodległość jako Namibia, obszar Walvis Bay pozostał jeszcze pod kontrolą południowoafrykańską. Dopiero w 1994 pod naciskiem lokalnych stowarzyszeń biznesowych RPA zgodziła się na przekazanie miasta Namibii.